# Ammotrypane sibogae
Ammotrypane sibogae är en ringmaskart som beskrevs av Maurice Caullery 1944. Ammotrypane sibogae ingår i släktet Ammotrypane och familjen Opheliidae. Inga underarter finns listade i Catalogue of Life.